# جردن دلاکروز
جردن دلاکروز (انگلیسی: Jourdan Delacruz; ۲۰ مهٔ ۱۹۹۸) وزنه‌بردار زن اهل ایالات متحده آمریکا است.